# بروستون میلز (ویرجینیای غربی)
بروستون میلز(به انگلیسی: Bruceton Mills) شهری در ایالت ویرجینیای غربی کشور ایالات متحده آمریکا است که جمعیت آن در سرشماری سال ۲۰۱۰ میلادی، ۸۵ نفر بوده‌است.